# Памятник погибшим сотрудникам милиции (Тюмень)
Памятник погибшим сотрудникам милиции (полное название — Мемориал памяти сотрудникам органов внутренних дел, погибшим при исполнении служебного долга) — памятник в Центральном районе Тюмени рядом с Центральной площадью у здания УМВД России по Тюменской области.

## История
Впервые идея увековечить память о погибших милиционерах появилась в 2007 г. по инициативе общественной организации ветеранов войны и органов внутренних дел. Была проведена большая работа по поиску в архивах, нашли 173 имени героев, в число которых вошли 49 участников Великой Отечественной войны. Постройка мемориала была проведена на средства сотрудников милиции, родственников погибших милиционеров, частных охранных фирм, различных предприятий и простых граждан.
Авторами памятника выступили почетный архитектор Российской Федерации Олег Бузников и скульптор Сергей Фефелов. Памятник погибшим сотрудникам милиции был торжественно открыт 7 мая в 2010 г. На открытии мемориала присутствовали губернатор Тюменской области Владимир Якушев, начальник ГУВД генерал-лейтенант милиции Павел Недоростов, председатель Тюменской областной Думы Сергей Корепанов и почетный председатель совета ветеранов органов внутренних дел и внутренних войск Тюменской области фронтовик Михаил Зингер.
Мемориал памяти погибшим милиционерам выполнен в виде стелы, облицованной красным мрамором. Перед стелой установлена высокая скульптура женщины с поникшей головой, на которую накинут платок. В руке женщина держит два тюльпана. На стеле золотистыми буквами выполнена надпись, которая гласит:
Погибшим сотрудникам милиции
По обе стороны от скульптуры установлены чугунные плиты с фамилиями погибших милиционеров, которых первоначально насчитывалось 180 фамилий. Позднее — 7 мая 2011 г. — была воздвигнута еще одна плита с 18 фамилиями.